# Botschaft des Tschad in Berlin

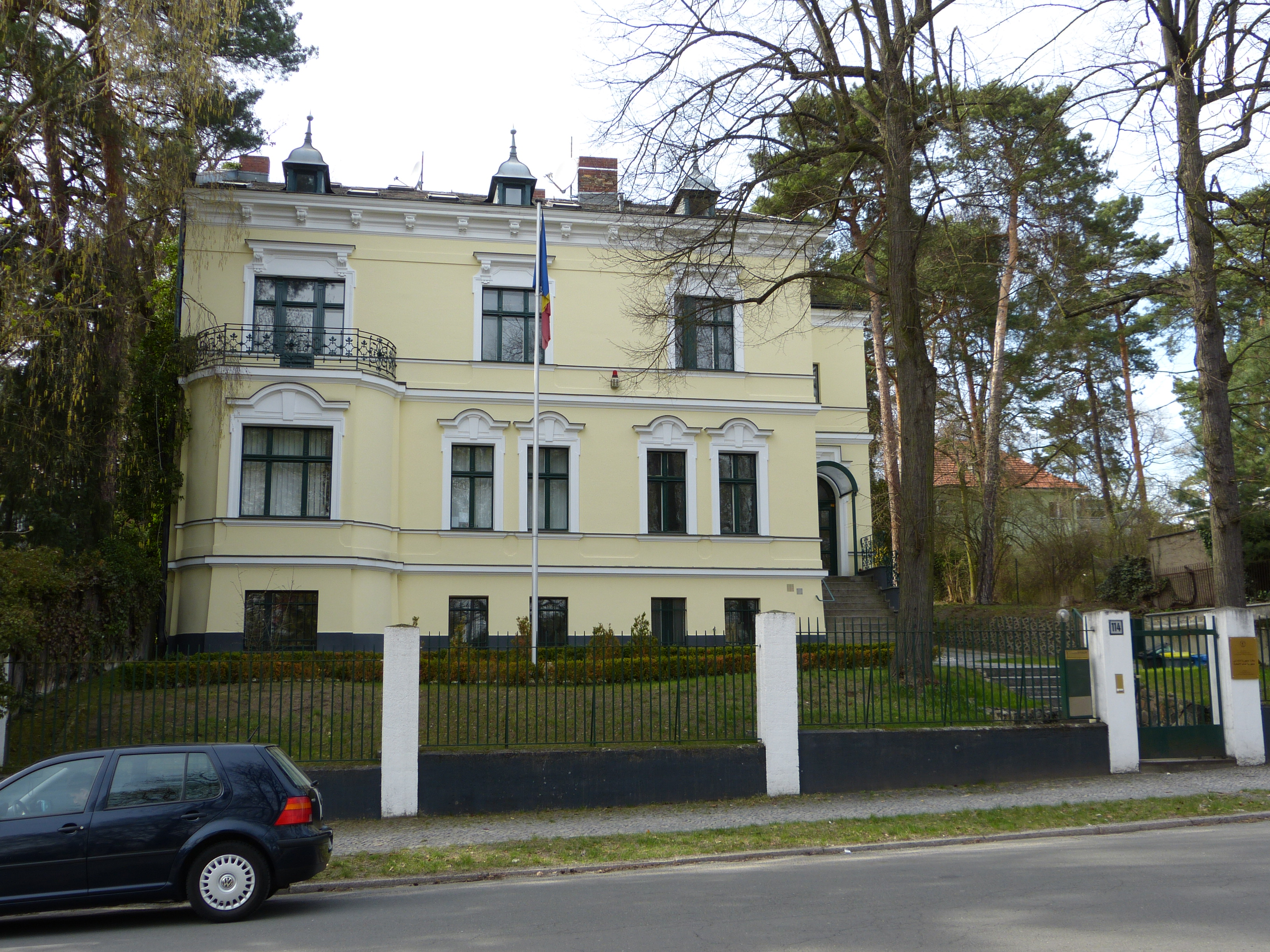
Botschaftsgebäude Lepsiusstraße 114

Die Botschaft des Tschad in Berlin ist die diplomatische Vertretung der Republik Tschad in Deutschland. Sie hat ihren Sitz in der Lepsiusstraße 114 im Ortsteil Steglitz des Bezirks Steglitz-Zehlendorf.
Botschafter ist seit dem 24. März 2025 Abassalah Youssouf.
Der Tschad unterhält keine Konsulate oder Honorarkonsulate in Deutschland.

## Geschichte der diplomatischen Beziehungen
Die ehemalige französische Kolonie Tschad (Teil von Französisch-Äquatorialafrika) wurde am 11. August 1960 unabhängig. Am Tag der Unabhängigkeit nahmen der neue Staat und die Bundesrepublik Deutschland diplomatische Beziehungen auf. Die Botschaft des Tschad hatte ihren Sitz in der Basteistraße 80 in Bonn-Bad Godesberg. Wegen des Umzugs von Bundestag und Regierung nach Berlin verlegte auch sie ihren Sitz in die neue deutsche Hauptstadt. Sie befindet sich in der Lepsiusstraße 114 im Ortsteil Steglitz.
Seit dem 6. Juni 1971 bestanden diplomatische Beziehungen zwischen dem Tschad und der DDR. Sie endeten mit der deutschen Wiedervereinigung im Jahr 1990. Der Tschad entsandte jedoch keinen Botschafter nach Ost-Berlin.
Nach der Ausweisung des deutschen Botschafters Gordon Kricke aus dem Tschad im April 2023 wurde die Botschafterin des Tschad Mariam Ali Moussa am 11. April 2023 aufgefordert, Deutschland innerhalb von 48 Stunden zu verlassen.

## Botschafter (seit 2015)
- 2015, 8. Juli: Mahamat Abdoulaye Senoussi[6]
- 2018, 19. Dezember: Mariam Ali Moussa[7]
- 2025, 24. März: Abassalah Youssouf[8]

## Gebäude
Das Botschaftsgebäude ist eine dreistöckige Villa in der Lepsiusstraße 114 in Berlin-Steglitz.